# XXVII dinastia egípcia
A XXVII dinastia egípcia (também chamada de 1º Período Persa) foi a dinastia na qual o Egito foi anexado ao gigantesco Império Aquemênida pelo imperador, e então, faraó Cambises II.

## Fundação
Cambises II herdou de seu pai, Ciro II, um império jamais visto. Mas, este morreu sem ter tido tempo para conquistar o Egito. Então, Cambises II, logo após tornar-se imperador, resolveu reivindicar a vassalagem do Egito à Pérsia, sabendo que a situação bélica no Egito não era das melhores pois em menos de um século o exército Egito havia sido Suplantado por Nabucodonosor II além de o Egito não ter mais o apoio dos mercenários gregos. Quando a infantaria persa se aproximava, o então idoso faraó Amásis contava que uma faixa de deserto entre Gaza e o Egito conseguiria enfraquecer o exército persa que seria vencido no final do deserto pelos egípcios. Mas, Amásis morreu um dia antes do ataque e foi sucedido pelo inexperiente Psamético III. Como alguns egípcios que não gostavam de Amásis ajudaram os persas a atravessar o deserto, a vitória de Cambises II foi fácil e, após entrar em Mênfis ele mandou Psamético III para Persa acorrentado e com a sentença de morte. Cambises II adotou o nome de Mesut-i-re (descendente de Rá).

## Lista de faraós
Ordem: Nome de nascimento, (nome do cartucho, nome escolhido pelo faraó para reinar) – data do reinado
- Cambises II, (Mesut-i-re) – 530 - 522 a.C.
- Dario I – 522 - 486 a.C.
- Xerxes I – 486 - 475 a.C.
- Artaxerxes I – 475 - 424 a.C.
- Dario II – 424 - 404 a.C.
- Artaxerxes II – 404 - 358 a.C.